# 汉斯约尔格·克瑙特
汉斯约尔格·克瑙特（德語：Hansjörg Knauthe，1944年7月13日—），德国男子冬季两项运动员。他曾代表东德参加1968年和1972年冬季奥林匹克运动会冬季两项比赛，获得一枚银牌和一枚铜牌。